# Lotti van der Gaag

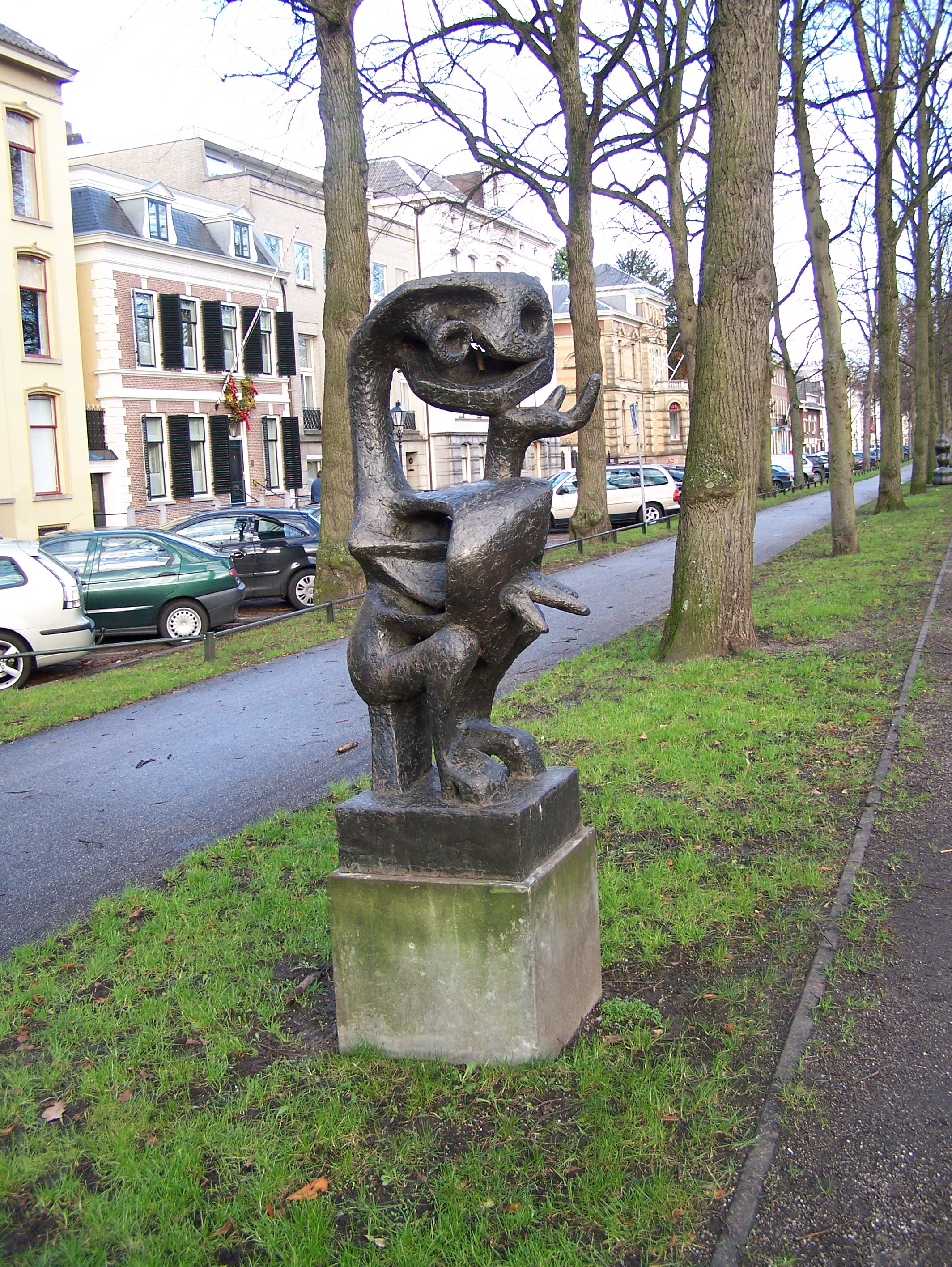
De Denker från 1955, placerad på Maliebaan i Utrecht 1991.

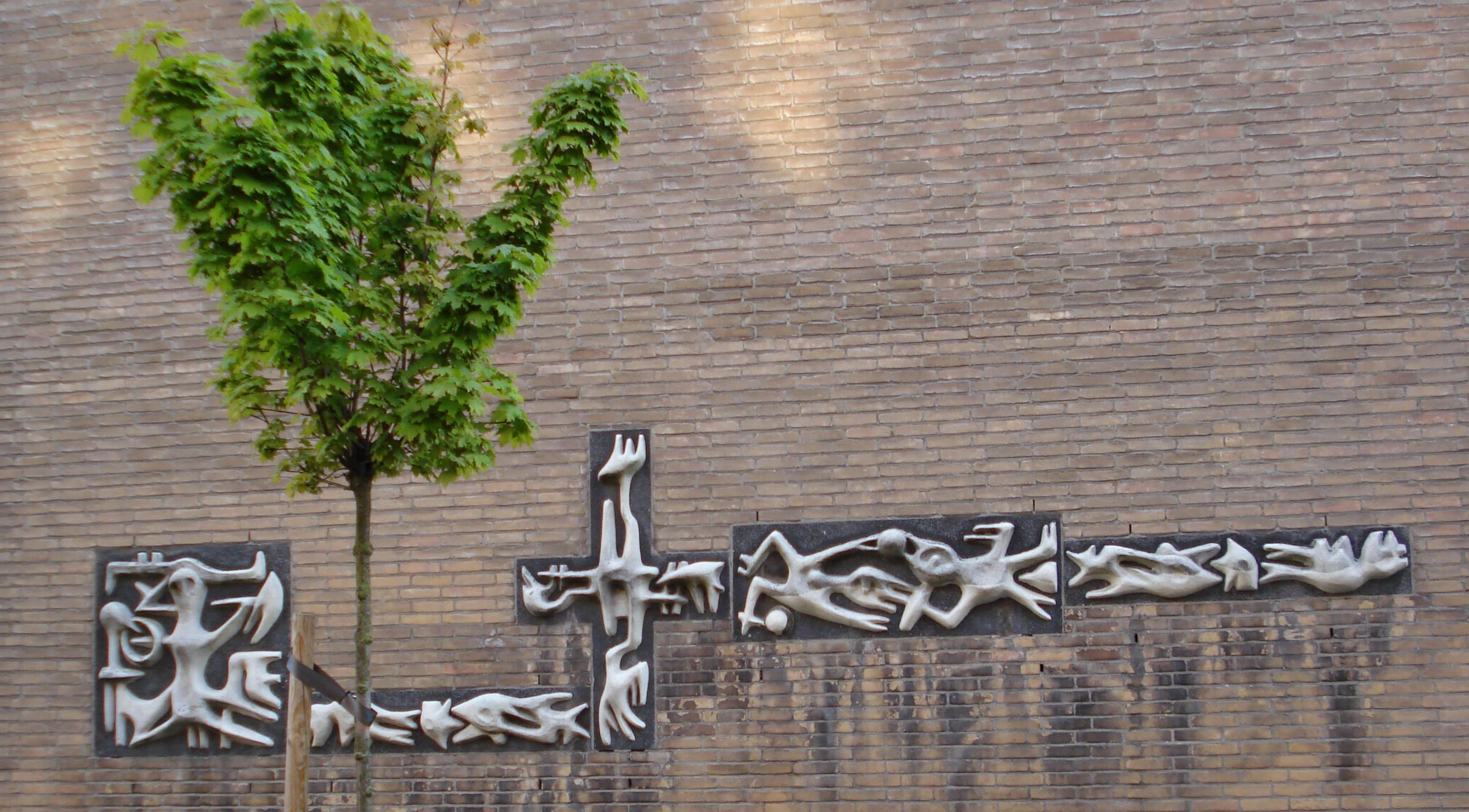
Väggreliefen Vogels en vissen i Rotterdam.

Charlotte (Lotti) van der Gaag, född 18 december 1923 i Haag, död 20 februari 1999 i Nieuwegein, var en nederländsk skulptör och målare.
Lotti van der Gaag hade i unga år en relation med den nederländska konstnären Bram Bogart, som introducerade henne till skulpturen.  Hon var associerad med avant garde-konströrelsen COBRA, som hon kom i kontakt med i Paris omkring år 1950 genom Karel Appel och Corneille. År 1951 tog hon några lektioner i studion av Ossip Zadkine. Hon slog igenom med utställningar 1952 på Stedelijk Museum i Amsterdam och 1954 på Musée d'Art Moderne i Paris. 
Hon var gift med målaren Kees van Bohemen (1928–1985).

## Offentliga verk i urval
- Skulptur, 1965, Drentheplantsoen i Haag
- Vlerkhond, 1954
- Fantoom, 1964, Boenhoffstraat i Nijmegen[1]
- Vogels en vissen, relief, Vredehofweg i Rotterdam
- Denker, 1955, Maliebaan i Utrecht